# Storia degli Stati Uniti d'America (1918-1945)
Dopo la Rivoluzione d'ottobre in Russia, negli Stati Uniti crebbe il timore per il comunismo, che produsse la cosiddetta Paura rossa (Red Scare), durata tre anni.
Poiché il Senato non ratificò il Trattato di Versailles imposto dagli Alleati agli Imperi centrali sconfitti, gli Stati Uniti siglarono trattati di pace separati con la Germania e i suoi alleati. Disillusi dall'incapacità dimostrata dalla conferenza di pace a raggiungere le mete ideali che si auguravano, i dirigenti politici statunitensi decisero di agire autonomamente in politica estera. Su questo versante gli Stati Uniti furono molto attivi durante gli anni venti, ma il rifiuto a far parte della Società delle Nazioni prefigurò l'isolazionismo degli anni trenta.
Nel 1920, un emendamento della costituzione proibì la produzione e la vendita dell'alcool. Il Proibizionismo durò fino al 1933, quando fu superato da un ulteriore emendamento.
Durante gli anni venti, gli Stati Uniti vissero un periodo di prosperità economica. Molti settori conobbero un notevole sviluppo, con l'eccezione dell'agricoltura che entrò in sofferenza per via degli alti prezzi e dell'aumento vertiginoso del valore della terra. I prezzi furono stabili e il PIL crebbe ad un tasso medio annuo del 3,2% dal 1918 al 1945. Nello stesso periodo, i salari dei dipendenti raddoppiarono, al netto dell'inflazione, della disoccupazione e di orari più brevi. Considerando 100 l'indice del 1918, il valore aumentò a 112 nel 1923, a 122 nel 1929, a 81 nel 1933 (il punto peggiore), a 116 nel 1940 e a 198 nel 1945.
La popolazione si spostò dalle zone rurali alle città, rese più vicine dalla crescita nell'uso delle automobili. A ciò conseguì un rapido sviluppo del settore edilizio, necessario per far fronte alla grande necessità di abitazioni e di opere pubbliche. Il boom stimolò il ricorso al credito, che crebbe fino ad un livello pericoloso. Anche il mercato azionario raggiunse livelli abnormi.
Il crollo di Wall Street nel 1929 e la conseguente Grande depressione spinse il governo ad intervenire per far ripartire l'economia e diminuire il numero di disoccupati. La ripresa, comunque, fu molto lenta. Il punto peggiore della Depressione si ebbe nel 1933, ma il quadro economico mostrò ben pochi progressi per tutto il decennio. L'economia ripartì e i salari reali avrebbero sorpassato i livelli precedenti alla crisi solo nei primi anni quaranta, a causa delle spese militari, enormemente aumentate con l'entrata nella Seconda guerra mondiale.
Nel 1939, il sentimento isolazionista in America si era indebolito, ma gli Stati Uniti all'inizio declinarono l'entrata in guerra, limitandosi a fornire beni ed armi al Regno Unito, alla Cina e all'Unione Sovietica. Dopo l'inatteso attacco giapponese a Pearl Harbor, gli Stati Uniti si unirono rapidamente all'alleanza Anglo-Sovietica contro il Giappone Imperiale, l'Italia Fascista e la Germania Nazista, conosciute come le Potenze dell'Asse. Pur anche con la partecipazione degli USA, ci vollero circa quattro ulteriori anni per sconfiggere la Germania ed il Giappone.

## Paura Rossa dal 1918 al 1920
Le radici della Paura Rossa giacciono nella rabbia del popolo statunitense verso dissidenti e sovversivi che stavano sabotando lo sforzo bellico. Il Congresso approvò il Sedition Act del 1918, che rese illegale ostacolare lo sforzo bellico incoraggiando la resistenza al reclutamento di leva.
Dopo la guerra, la paura della sovversione riemerse nel contesto della Paura rossa, dei massicci scioperi nelle principali industrie (acciaio, confezionamento della carne) e di violente rivolte razziali. I radicali compirono un attentato dinamitardo a Wall Street e cercarono di far chiudere Seattle nel febbraio 1919. Nel corso di quell'anno, si verificarono una serie di oltre 20 incidenti razziali violenti tra bianchi e neri. Tra questi le rivolte di Chicago, Omaha, ed Elaine.
Sempre nel 1919, una parata del primo maggio a Cleveland (Ohio), in cui si protestava per l'imprigionamento del leader Socialista Eugene Debs, si tramutò in una violenta rivolta. Una serie di attentati nel prosieguo dell'anno infiammò ulteriormente la situazione. Il 28 aprile il sindaco di Seattle ricevette nella posta una bomba artigianale, che venne disinnescata. Il senatore Thomas W. Hardwick ne ricevette una il giorno successivo, che amputò le mani dell'inserviente che l'aveva scoperta, e ustionò il senatore e la moglie. Il mattino seguente a New York, un impiegato delle poste scoprì sedici pacchi simili, indirizzati a note personalità dell'epoca, tra cui il magnate del petrolio John D. Rockefeller. Il 2 giugno una bomba distrusse in parte il fronte della casa del procuratore generale A. Mitchell Palmer.
Palmer organizzò e condusse i Palmer Raids, una serie di incursioni e arresti di socialisti, anarchici, sindacalisti radicali e immigrati. Nel 1920 furono eseguiti oltre 10.000 arresti e gli immigrati illegali catturati in quest retate vennero rispediti in Europa.
Nell'Attentato di Wall Street, del 16 settembre 1920, 45 kg di dinamite con 230 kg di frammenti di acciaio esplosero davanti agli uffici della J.P. Morgan Company, uccidendo 40 persone e ferendone altre 300. Gli anarchici sono stati per molto tempo sospettati per l'attacco, che seguì numerose lettere bomba che avevano preso di mira anche lo stesso Morgan. Comunque, l'identità degli attentatori non è mai stata determinata.
Negli anni 1920, la paura si dissipò, mentre l'interesse del pubblico si spostava su altre aree.

## Dopo la prima guerra mondiale

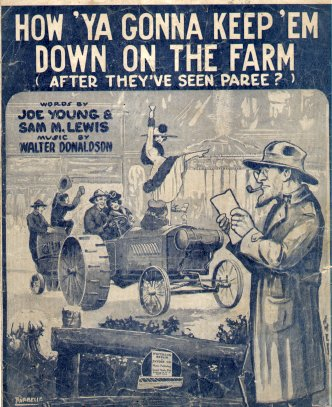
Copertina di un libretto musicale del 1919

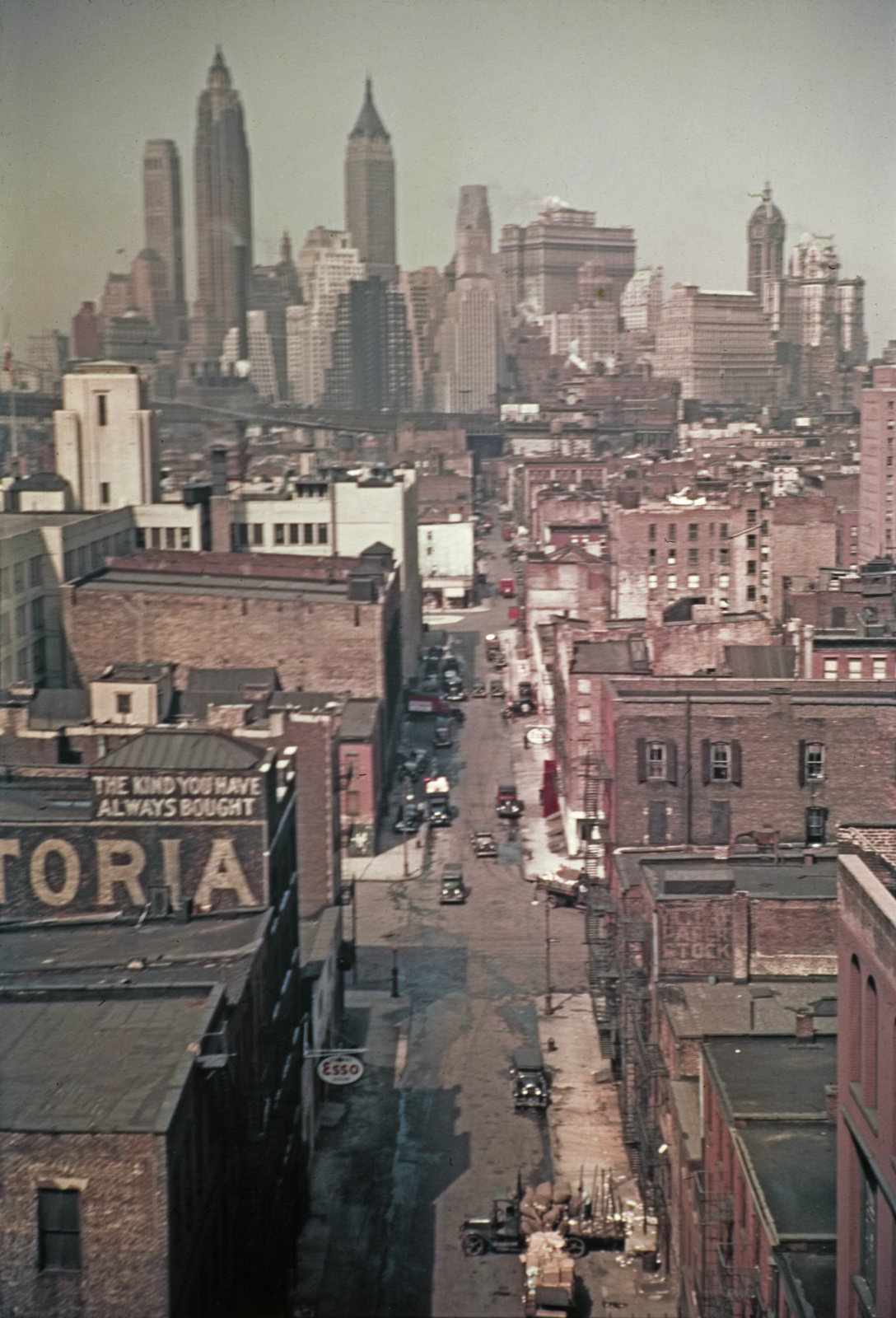
La Manhattan di New York nel 1938. Fotografia Agfacolor.

Una popolare canzone di Tin Pan Alley del 1919 chiedeva, riguardo alle truppe statunitensi di ritorno dalla prima guerra mondiale, How Ya Gonna Keep 'Em Down On the Farm After They've Seen Paree? (Come farai a tenerli alla fattoria dopo che hanno visto Parigi?). Infatti, molti non rimasero "alla fattoria", poiché ci fu una grande migrazione di popolazione rurale verso le città. L'agricoltura comunque, divenne sempre più meccanizzata, con un uso diffuso dei trattori, quindi meno contadini erano necessari per produrre grandi raccolti di cibo.
Woodrow Wilson condusse una campagna per l'ingresso degli USA nella Società delle Nazioni, per la cui creazione egli stesso era stato importante, ma il 19 gennaio 1919 il Senato votò per non entrarne a far parte.
Le riparazioni di guerra del Trattato di Versailles lasciarono la Germania in uno stato di agitazione e senza possibilità di pagare gli Alleati. Il Piano Dawes, assieme ad altri fattori, permise alla Germania di riottenere un certo livello di prosperità a metà degli anni 1920 e la nazione sembrò sulla via per diventare una democrazia stabile. Dopo il colpo della grande depressione, fu chiaro che la Germania non era nuovamente in grado di pagare le riparazioni. Il Piano Young sostituì quindi il Piano Dawes. Dopo l'elezione di Adolf Hitler nel 1933, la Germania ripudiò tutte le riparazioni.
Dopo un lungo periodo di agitazioni (iniziato nel 1869), le donne statunitensi riuscirono ad ottenere il diritto al voto. Le donne parteciparono alle elezioni presidenziali e per il Congresso del 1920.

## I ruggenti anni venti
Nelle presidenziali del 1920, il Partito Repubblicano tornò alla Casa Bianca grazie all'elezione di Warren Gamaliel Harding, che promise un "ritorno alla normalità" dopo gli anni traumatici della I guerra mondiale.
Per gran parte degli anni 1920 gli Stati Uniti godettero di un periodo di sfrenata prosperità: i prezzi dei beni agricoli e dei salari caddero alla fine della guerra, mentre nuove industrie (radio, cinema, automobili e chimica) fiorirono. Le irregolarità erano anche geografiche: lo standard di vita nelle aree rurali cadde sempre più lontano da quello delle aree urbane e suburbane, che videro notevoli miglioramenti nella pianificazione abitativa e urbana. Il boom venne riflesso dall'estensione del credito fino a livelli pericolosi, anche nel mercato azionario, che crebbe fino a livelli record che in retrospettiva, dopo il Crollo di Wall Street del 1929 erano pericolosamente inflazionati.
Il jazz divenne molto popolare tra i giovani (e veniva generalmente svilito come rumore dalle generazioni più vecchie). Il ballo era uno svago popolare.

### Proibizionismo

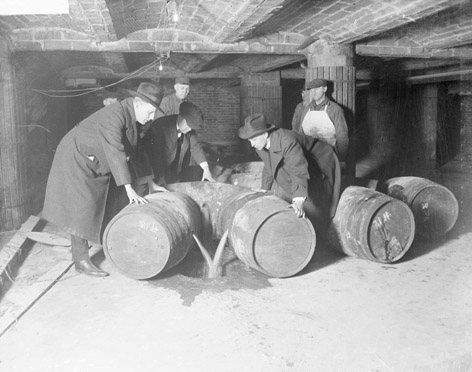
Agenti di polizia distruggono barili di alcolici.

Nel 1920 la produzione, vendita, importazione ed esportazione di alcolici venne proibita dal Diciottesimo emendamento della Costituzione degli Stati Uniti, nel tentativo di diminuire gli alti tassi di alcolismo e, in particolare, la corruzione politica guidata dai politici da saloon. Il proibizionismo venne implementato a livello federale dal Volstead Act. Molti stati lasciarono che i federali lo facessero rispettare. Si noti che bere o possedere liquori non era illegale, solo la produzione e la vendita.
La proibizione nazionale finì nel 1933, anche se continuò per qualche tempo in alcuni stati. Il proibizionismo è considerato da molti storici (ma non da tutti) come un fallimento, perché il crimine organizzato ne venne rafforzato. Esso rappresenta il primo caso di emendamento costituzionale negli USA che regolava direttamente un'attività sociale. Il diciottesimo emendamento rappresentò anche la crescente forza dello Stato all'inizio del XX secolo.

### Il Ku Klux Klan

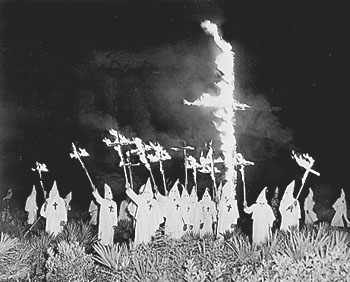
Membri del secondo Ku Klux Klan ad un raduno del 1922.

Ku Klux Klan è il nome di alcune organizzazioni del passato e attuali, presenti negli Stati Uniti, che hanno sostenuto la supremazia bianca e l'antisemitismo. Il Klan praticava l'anti-cattolicesimo e il nativismo. Fu tristemente famoso per gli attacchi violenti ai suoi oppositori, che comprendevano afro-americani, persone non conservatrici appartenenti a fedi protestanti, immigranti e persone che sostenevano la parità dei diritti per le categorie citate in precedenza. La prima incarnazione del Klan durò dal 1865 al 1870, durante la fase iniziale della ricostruzione al Sud.

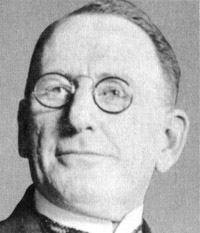
William Joseph Simmons fondatore del secondo Ku Klux Klan nel 1915.

Nel 1915 William Joseph Simmons fondò un secondo e distinto gruppo. L'uso dello stesso nome fu ispirato dal nuovo potere dei moderni mass media, grazie al film Nascita di una nazione e agli infiammatori e antisemitici resoconti dei quotidiani che riguardarono il processo e il linciaggio di un accusato di omicidio, Leo Frank. Questo secondo Klan combatté per mantenere il dominio dei bianchi protestanti su neri, asiatici, cattolici ed ebrei. Questo gruppo, benché predicasse il razzismo e fosse accusato di attività violente, operò apertamente nel Sud e nel Midwest, e al suo apice a metà degli anni 1920, sosteneva di contare milioni di membri. Molti politici a tutti i livelli del governo ne erano membri, e l'organizzazione, segretamente o apertamente, influenzò alcuni governi statali, tra cui quelli dell'Oregon e dell'Indiana. Scandali che coinvolsero stupri, omicidi e supporto al Partito Nazista ne distrussero la popolarità alla fine degli anni 1920, e nel 1929 il Klan era molto più piccolo e debole.

### Il "Processo della scimmia di Scopes"
Il "Processo della scimmia di Scopes", nel 1925, vide affrontarsi gli avvocati William Jennings Bryan e Clarence Darrow (quest'ultimo, con l'ACLU in rappresentanza dell'insegnante John T. Scopes) in un caso nella corte del Tennessee, che mise alla prova una legge approvata il 13 marzo 1925, la quale vietava, in ogni struttura scolastica finanziata dallo Stato del Tennessee, l'insegnamento di "qualsiasi teoria che nega la storia della Divina Creazione dell'uomo, come insegnata nella Bibbia, e che insegna invece che l'uomo discende da animali di ordine inferiore". Ciò viene spesso interpretato come un divieto di legge a insegnare qualsiasi aspetto della teoria dell'evoluzione. Usando per l'insegnamento un testo di biologia (approvato dallo Stato del Tennessee) che discuteva l'evoluzione, Scopes riteneva di aver violato la legge anti-evoluzione.
Scopes venne condannato per aver insegnato l'evoluzionismo, ma il verdetto venne ribaltato in appello.

### Il governo federale negli anni 1920

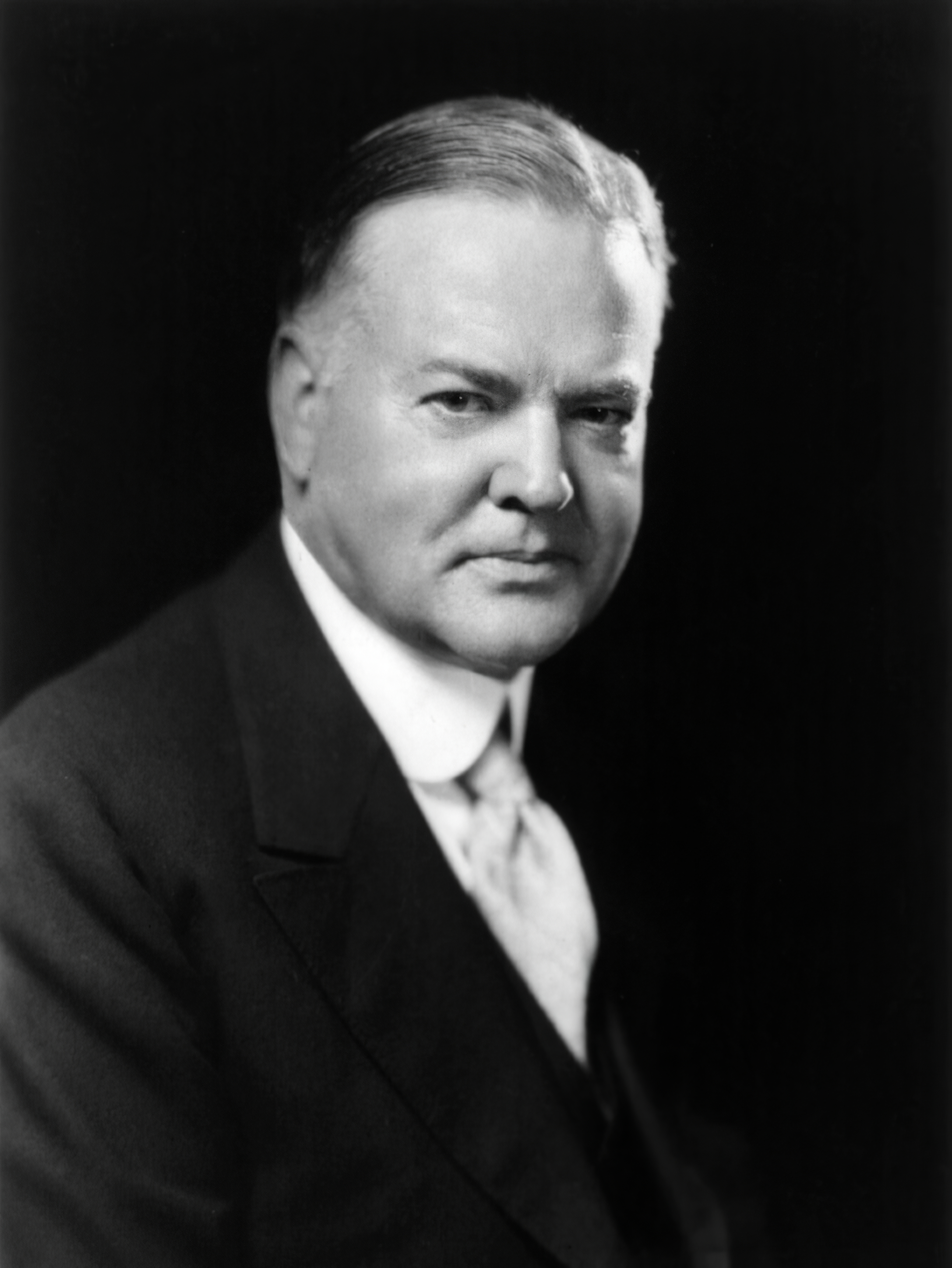
Herbert Hoover

Mentre in retrospettiva gli anni 1920 sono talvolta visti come l'ultimo respiro del "capitalismo del Barone ladrone", il periodo vide in realtà un sempre maggior ruolo del governo federale. Oltre al proibizionismo, il governo prese in carico nuovi poteri e doveri, come il finanziamento e la supervisione del nuovo sistema autostradale. L'espansione federale della fornitura di valuta portò a un'espansione senza precedenti del credito, che contribuì sia al boom economico sia alla successiva rovina.
L'amministrazione Harding venne scossa dallo scandalo Teapot Dome. Sembrò come se il presidente stesso rischiasse di venire coinvolto nella corruzione, ma Harding morì mentre era ancora in carica, il 2 agosto 1923. Gli succedette il suo vicepresidente, Calvin Coolidge.
Coolidge era un uomo del New England, taciturno e onesto, che interpretò il suo ruolo come tenersi fuori dal percorso di un'economia in forte crescita. Venne eletto per un intero mandato nel 1924, con lo slogan "Keep Cool With Coolidge."
Quando Coolidge rifiutò di ricandidarsi nelle presidenziali del 1928, il Partito Repubblicano nominò allora l'ingegnere e segretario al Commercio Herbert Hoover, che venne eletto con un ampio margine. Hoover era generalmente considerato come uno dei più promettenti tecnocrati della sua generazione. Fu l'unica persona eletta alla presidenza statunitense a non aver retto in precedenza alcun incarico a livello nazionale o statale o a non essere stato un generale vittorioso in guerra.
Hoover disse: "Noi oggi in America siamo più vicini al trionfo finale sulla povertà che mai altri in precedenza in qualsiasi nazione nella storia". A pochi mesi dalla sua elezione, comunque, il mercato azionario crollò e l'economia nazionale precipitò in quella che divenne nota come la grande depressione.
Dopo il crollo Hoover annunciò che, mentre avrebbe tenuto in equilibrio il budget federale, avrebbe tagliato le tasse e aumentato le spese per le opere pubbliche. Comunque, egli firmò lo Smoot-Hawley Tariff Act, che alzava i dazi, e successivamente il Revenue Act del 1932, che inaspriva le tasse. Queste leggi sono spesso biasimate per aver reso più profonda la depressione e considerate come il più madornale errore politico di Hoover. Inoltre, il sistema della Federal Reserve, di stretta della disponibilità di valuta (per paura dell'inflazione) è anch'esso considerato da molti economisti moderni come una tattica sbagliata, in quella situazione monetaria.

## La grande depressione

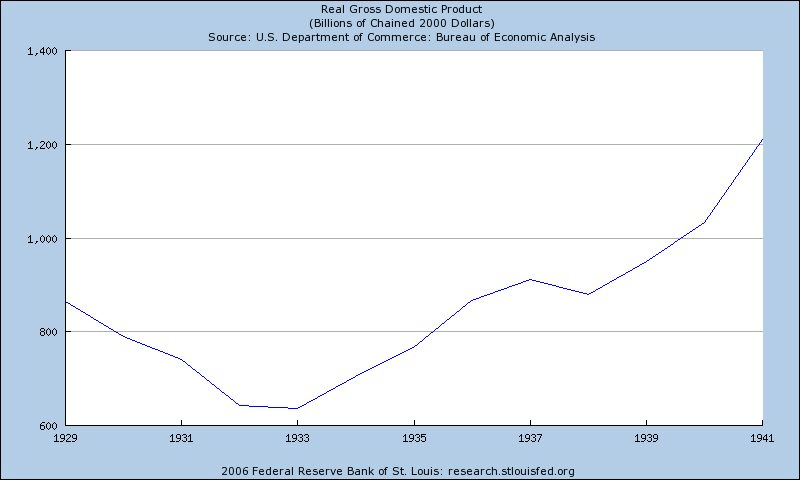
PIL degli USA dal gennaio 1929 al gennaio 1941

Nel 1929 gli Stati Uniti erano la nazione più prosperosa del mondo, ma nonostante l'ottimismo dilagante nel Paese e l'apparente benessere economico di altre nazioni industrializzate, l'economia mondiale non riuscì a resistere a una depressione che ebbe origine negli USA e si diffuse in tutto il globo nel giro di alcuni mesi.
Storici ed economisti ancora non sono concordi sulle cause della grande depressione, ma esiste un generale consenso che ebbe origine negli Stati Uniti alla fine del 1929, e venne iniziata o peggiorata dal "Crollo di Wall Street del 1929". Si può fare riferimento al Giovedì nero, il crollo della principale borsa americana del 24 ottobre 1929, ed al Martedì nero, un successivo crollo che ha causato vero e proprio panico generale 5 giorni dopo. Parti dell'economia statunitense aveva mostrato qualche segno di affaticamento già mesi prima dell'ottobre 1929. Gli inventari dei magazzini di tutti i tipi erano tre volte superiori a quelli di un anno prima (un'indicazione che il pubblico non stava comprando i prodotti così rapidamente come in passato); e altri indicatori di salute economica—merci trasportate, produzione industriale, prezzi all'ingrosso—stavano scivolando verso il basso.
Gli eventi negli USA innescarono una depressione economica mondiale, che portò alla deflazione, a un grande aumento della disoccupazione e della miseria.

## L'amministrazione Roosevelt

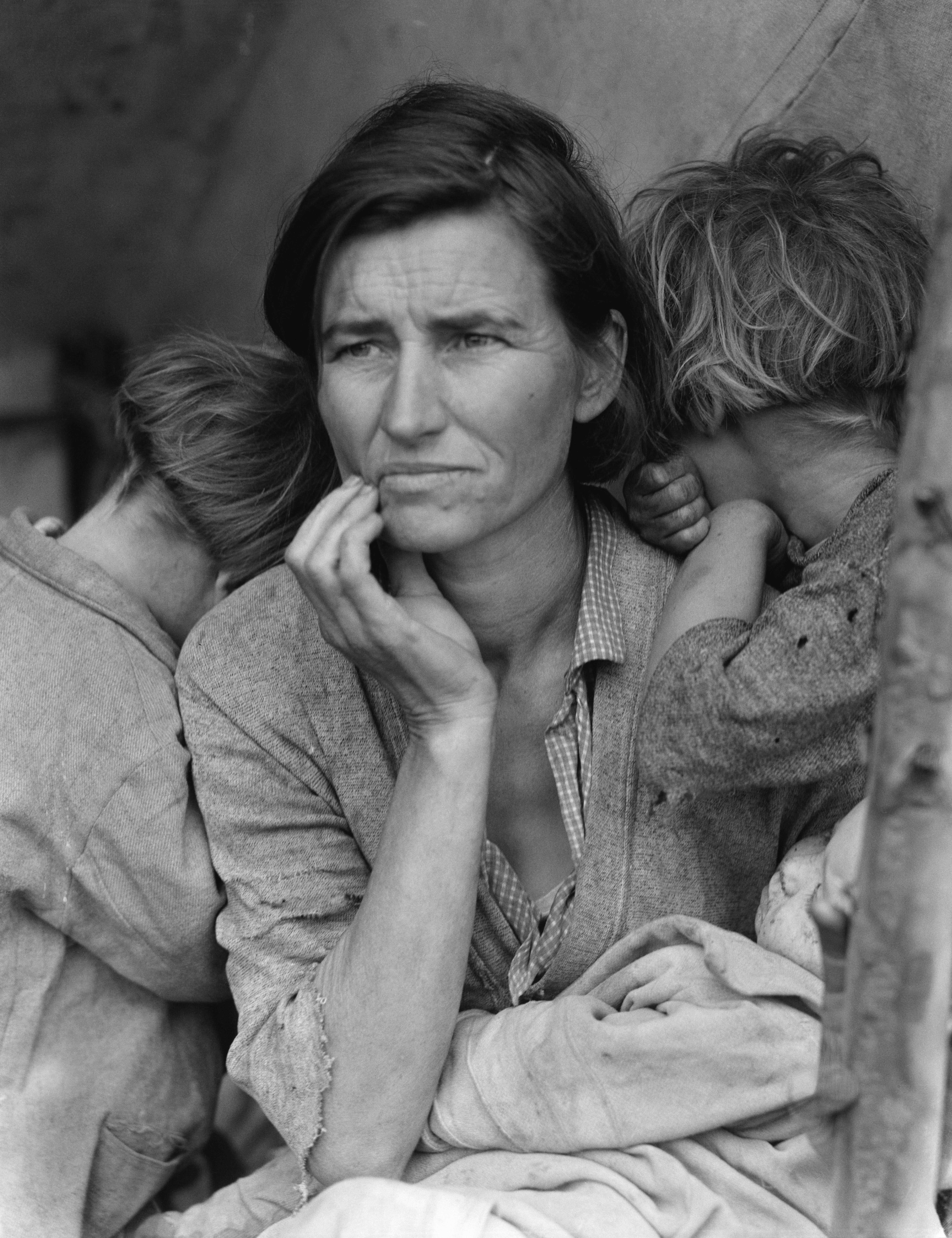
Migrant Mother, di Dorothea Lange, ritrae dei poveri raccoglitori di piselli, incentrati su una madre di sette figli, trentaduenne, a Nipomo (California) nel marzo 1936.

### La grande depressione e l'elezione del 1932
Il crollo di Wall Street aveva introdotto una crisi finanziaria mondiale. Negli USA, tra il 1929 e il 1933, la disoccupazione passò dal 3% della forza lavoro al 25%, mentre la produzione manifatturiera diminuì di un terzo. Dove esisteva, l'assistenza pubblica fu sopraffatta. Cacciati dalle loro abitazioni, i disoccupati e i poveri si spostarono nelle cosiddette "Hoovervilles". Per molti la possibilità di sfamarsi, se c'era, era data dalle mense dei poveri. Mancanza di difese, di speranza, di un tetto, e la fame, perseguitavano la nazione.
Ad aggiungersi alla miseria del periodo arrivò la siccità nelle Grandi Pianure nel 1933. Nel 1934 le pianure erano diventate un deserto "catino di polvere". Quelli che avevano perso casa e sostentamento vennero attratti verso dai posti di lavoro messi a disposizione dal settore agricolo degli Stati dell'ovest, come la California. I migranti vennero chiamati con nomignoli quali Okies o Arkies, mentre inondavano l'offerta di lavoro nel settore agricolo, facendo abbassare i salari e mettendo l'uno contro l'altro lavoratori disperati.
Nel Sud, la sempre fragile economia collassò ulteriormente. Per sfuggire alla miseria, i lavoratori rurali e i mezzadri migrarono al nord in treno, con la speranza di lavorare nelle industrie automobilistiche attorno a Detroit. Nella regione dei Grandi Laghi i contadini avevano sperimentato condizioni di mercato depresse per le loro coltivazioni e partire dalla fine della I guerra mondiale. Le fattorie familiari che erano state ipotecate durante gli anni 1920, per recuperare i soldi necessari "a tirare avanti in attesa di tempi migliori", vennero espropriate quando i loro proprietari non riuscirono ad adempiere ai pagamenti.
In tutto il mondo, governi disperati cercarono la ripresa economica adottando restrittive politiche autarchiche-alti dazi, quote di importazione, e accordi di scambio- e sperimentando nuovi piani per le loro economie interne. Il Regno Unito adottò misure di vasta portata per lo sviluppo di un'economia nazionale pianificata. Nella Germania nazista, la ripresa economica venne perseguita tramite il riarmo, la leva obbligatoria e i programmi di lavori pubblici. Nell'Italia di Mussolini, i controlli economici di questo Stato corporativo vennero rafforzati. Alcuni osservatori in tutto il mondo videro nel massiccio programma di pianificazione economica e proprietà statale dell'Unione Sovietica quello che appariva come un sistema a prova di depressione e una soluzione alla crisi del capitalismo.
Negli Stati Uniti, accettando la nomina democratica alle presidenziali del 1932, Franklin D. Roosevelt promise "un nuovo corso (new deal) per il popolo americano", una frase che è rimasta come simbolo della sua amministrazione e dei suoi molti risultati conseguiti. I Repubblicani vennero incolpati per la depressione, o quanto meno per la mancanza di una risposta adeguata ad essa, e vennero facilmente sconfitti da Roosevelt.
Contrariamente a molti altri leader mondiali degli anni 1930, comunque, Roosevelt entrò in carica senza una singola ideologia o un piano per gestire la depressione. Questo "New Deal" sarebbe spesso stato contraddittorio, pragmatico e sperimentale. Quella che alcuni considerano incoerenza nell'ideologia del New Deal, comunque, fu in realtà la presenza di diverse ideologie in competizione, basate su programmi e idee non senza precedenti nella tradizione politica statunitense.
Il New Deal consistette di molti tentativi differenti di porre fine alla grande depressione e di riformare l'economia americana. Molti di questi fallirono, ma ci furono successi sufficienti a renderlo il più importante episodio del XX secolo nella creazione del moderno Stato americano.

## I primi cento giorni
La situazione economica disperata, combinata con la sostanziale vittoria democratica nelle elezioni per il Congresso del 1932, diedero a Roosevelt un'insolita influenza su quest'ultimo nei "primi cento giorni" della sua amministrazione. Egli usò la sua influenza per ottenere una rapida approvazione di una serie di misure per sostenere l'altalenante sistema bancario, riformare il mercato azionario, aiutare i disoccupati, e indurre una ripresa industriale ed agricola.

### Labank holidaye l'Emergency Banking Act
Il 6 marzo, due giorni dopo essere entrato in carica, Roosevelt emise un proclama con cui chiudeva tutte le banche statunitensi per quattro giorni, affinché il Congresso potesse riunirsi in una sessione speciale. Normalmente, una tale azione avrebbe causato un panico diffuso. In questa occasione però infuse un generale senso di sollievo. In primo luogo, molti stati avevano già chiuso le banche prima del 6 marzo. In secondo, Roosevelt astutamente e eufemisticamente la descrisse come una "bank holiday" (vacanza delle banche). Terzo, l'azione dimostrò che il governo federale si stava muovendo per fermare l'allarmante sequenza di fallimenti delle banche.
Tre giorni dopo, Roosevelt presentò al Congresso l'Emergency Banking Act, una legge di stampo conservatore, stilata in gran parte dal funzionari rimasti della vecchia amministrazione Hoover, designata principalmente per proteggere le grosse banche dall'essere trascinate in basso dal fallimento di quelle più piccole. La legge stabiliva ispezioni del Dipartimento del Tesoro in tutte le banche, prima che avessero il permesso di riaprire, assistenza federale per i grandi istituti in bilico, e una profonda riorganizzazione di quelli in grande difficoltà. Un congresso confuso e spaventato approvò la legge nel giro di quattro ore dalla sua presentazione. Tre quarti delle banche del Federal Reserve System riaprirono nei tre giorni successivi, e un miliardo di dollari in valuta accantonata e oro rifluì in esse nel giro di un mese. L'immediata crisi delle banche era finita.

### L'Economy Act
Il mattino seguente all'approvazione dell'Emergency Banking Act, Roosevelt inviò al Congresso l'Economy Act, che venne disegnato per convincere il pubblico, e soprattutto la comunità finanziaria, che il governo federale non era nelle mani dei radicali. La proposta di legge si proponeva di equilibrare il budget federale tagliando i salari degli impiegati governativi e riducendo le pensioni dei veterani fino al 15%.
Altrimenti, ammonì Roosevelt, la nazione avrebbe affrontato un deficit di 1 miliardo di dollari. La proposta di legge rivelava chiaramente quello che il presidente aveva sempre sostenuto: che in fondo era un conservatore dal punto di vista fiscale quanto lo fu il suo predecessore. E come per la legge bancaria, l'Economy Act passò al Congresso quasi istantaneamente—nonostante le vivaci proteste di alcuni progressisti.

### Programmi agricoli
I primi cento giorni della nuova amministrazione produssero anche un programma federale per proteggere i contadini statunitensi dalle incertezze del mercato, attraverso sussidi e controllo della produzione. L'Agricultural Adjustment Act (AAA), che il Congresso approvò nel maggio 1933, rifletteva i desideri dei leader di varie organizzazioni e del Segretario all'Agricoltura di Roosevelt, Henry A. Wallace.
Il reddito relativo dei contadini era diminuito per decenni. L'AAA comprendeva delle rielaborazioni di molti programmi a lungo propagandati per l'assistenza all'agricoltura, che erano stati richiesti per decenni. La condizione più importante dell'AAA era quella per la riduzione delle coltivazioni—il sistema dell'"assegnazione interna", che era intesa a alzare i prezzi dei prodotti agricoli.
La componente più controversa dell'anti-deflazionistica "assegnazione interna" era la distruzione su larga scala di coltivazioni e bestiame, per ridurre il surplus. In un momento in cui molte famiglie soffrivano di denutrizione o di vera e propria fame, si trattò di una misura difficile. Comunque, le entrate lorde delle fattorie aumentarono della metà nei primi tre anni del New Deal e la posizione relativa dei contadini migliorò significativamente per la prima volta in vent'anni.

### Altre iniziative
I primi cento giorni videro anche la creazione di una nuova agenzia federale per la supervisione del mercato azionario, la U.S. Securities and Exchange Commission (SEC), e una riforma del sistema bancario che comprendeva un sistema di assicurazione dei depositi. Ma la più riuscita nell'alleviare le miserie della grande depressione fu una serie di misure per aiutare alcuni dei 15 milioni di disoccupati statunitensi, tra queste il Civilian Conservation Corps (CCC), la Civil Works Administration (CWA), e la Federal Emergency Relief Administration (FERA).
L'inizio del New Deal vide anche l'inizio della Tennessee Valley Authority (TVA), un esperimento senza precedenti nel controllo delle alluvioni, nell'energia pubblica e nella pianificazione regionale.

### Il National Industrial Recovery Act (NIRA)
Roosevelt si rese conto che queste azioni iniziali non erano altro che manovre di emergenza, e che programmi governativi più completi sarebbero stati necessari. Nei circa tre anni tra il crollo della borsa e i primi cento giorni di Roosevelt, l'economia industriale aveva sofferto per un circolo vizioso di prezzi e produzione in picchiata (deflazione). Alla ricerca disperata per la salvezza, molti proprietari d'impresa richiesero che il governo attuasse degli accordi tra le associazioni commerciali per aiutare la risalita dei prezzi.
L'amministrazione Roosevelt, sempre più pressata perché facesse di più per alleviare la disoccupazione, insistette che le imprese avrebbero dovuto assicurare che le entrate dei lavoratori sarebbero salite assieme ai prezzi. Il risultato fu il National Industrial Recovery Act (NIRA), l'impresa più importante dei primi cento giorni, approvato dal Congresso nel giugno 1933. Per implementare la NIRA, vennero create due agenzie federali, la National Recovery Administration (NRA) e la Works Progress Administration (WPA).
Queste e altre prime iniziative crearono un ampio sostegno popolare per l'amministrazione Roosevelt e fermarono la rapida rovina del sistema finanziario. Non riuscirono invece a porre fine, o a ridurre significativamente, alla grande depressione e alle concomitanti sofferenze della popolazione.

## Imprevisti del secondo mandato di Roosevelt
Anche se la straripante vittoria di Roosevelt nelle elezioni del 1936 produsse una grande maggioranza democratica in entrambe le camere del Congresso, con conseguenti previsioni di nuovi e grandi conseguimenti da parte dei sostenitori del presidente, l'amministrazione andò incontro a una lunga fila di delusioni. Ambiziose idee di riforma spesso furono ostacolate da costrizioni burocratiche, come l'assenza di una burocrazia governativa con forza ed esperienza sufficienti ad amministrarle, e a causa della crescente opposizione del mondo degli affari.
I vincoli politici erano bloccanti sia al Congresso che nel pubblico, dove le inibizioni conservatrici rimanevano forti. Comunque, la Corte Suprema sarebbe stata il rivale più formidabile. Diversi programmi cruciali del New Deal violavano la teoria costituzionale conservatrice. La NRA, l'AAA e altre, vennero invalidate dalla Corte, che era dominata da conservatori con una visione limitata della clausola della costituzione sui commerci interstatali, base di buona parte della legislazione del New Deal.

### La recessione del 1937 e il recupero
L'amministrazione Roosevelt fu sotto assedio durante il suo secondo mandato, che vide un nuovo acuirsi della grande depressione, a partire dalla caduta del 1937 e proseguendo per tutto il 1938. Si trattò, in grande misura, del risultato di uno sforzo prematuro da parte dell'amministrazione di portare in pari il bilancio riducendo le spese federali.
L'amministrazione reagì lanciando una campagna retorica contro il potere dei monopoli affaristici, che venivano dipinti come la causa della nuova flessione.
Ma l'altra risposta dell'amministrazione alla crisi del 1937 ebbe risultati più tangibili. Ignorando il Dipartimento del tesoro, Roosevelt si imbarcò in un antidoto per la depressione, abbandonando riluttante i suoi sforzi di equilibrare il bilancio e lanciando un programma di spese da 5 miliardi di dollari nella primavera del 1938. Un tentativo di far aumentare il potere d'acquisto e attaccare la deflazione.
Roosevelt spiegò il suo programma in una "chiacchierata davanti al camino", nella quale alla fine riconobbe che spettava al governo "creare una svolta economica", facendo "aggiunte al potere d'acquisto della nazione".

### Seconda guerra mondiale e fine della grande depressione
Si dovette aspettare fino a quando l'amministrazione fu costretta a grosse spese federali per sostenere lo sforzo bellico nella II guerra mondiale, perché l'economia della nazione recuperasse pienamente.
Tra il 1939 e il 1944 (il picco della produzione di guerra), la produzione nazionale quasi raddoppiò. Di conseguenza, la disoccupazione cadde dal 14% del 1940 a meno del 2% nel 1943, con la forza lavoro che crebbe di dieci milioni di unità. L'economia di guerra non fu tanto un trionfo della libera impresa, quanto il risultato dell'attività di finanziamento del governo. Mentre la disoccupazione rimase alta per tutto il periodo del New Deal, consumi, investimenti e esportazioni nette—i pilastri della crescita economica—rimasero bassi. Fu la seconda guerra mondiale, non il New Deal, che mise la parola fine alla crisi. Né il New Deal aveva sostanzialmente alterato la distribuzione del potere all'interno della società e dell'economia statunitense; ed ebbe solo un piccolo impatto sulla distribuzione del benessere tra la popolazione.

## Eredità del New Deal
Anche se il New Deal non pose fine alla depressione, molti credono che aiutò a evitare un ulteriore decadimento dell'economia, incrementando le funzioni normative del governo federale, in modi che aiutarono a stabilizzare settori in precedenza problematici dell'economia: il mercato azionario, il sistema bancario e altri. Produsse anche una nuova coalizione politica che sostenne il Partito Democratico come partito di maggioranza nella politica nazionale per più di una generazione.

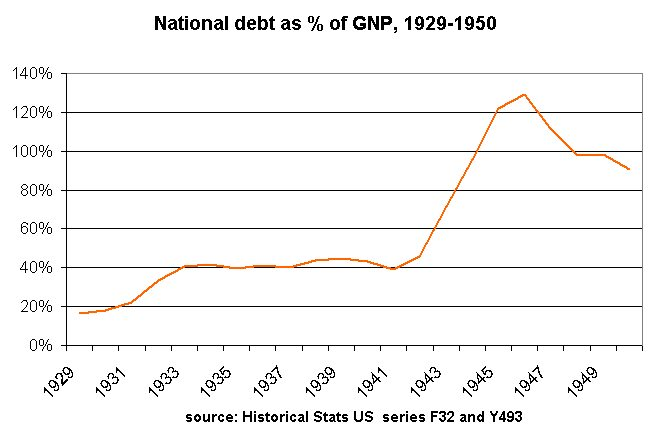
Il rapporto debito/PIL crebbe dal 20% al 40% sotto Hoover; si stabilizzò con Roosevelt; balzò in alto durante la II guerra mondiale. Da Historical States US (1976)

Gettando le fondamenta per il dopoguerra, Roosevelt e il New Deal aiutarono a aumentare il potere del governo federale nel suo complesso. Roosevelt stabilì anche la presidenza come importante centro di autorità all'interno del governo federale. Creando una lunga serie di protezioni per vari gruppi di cittadini—operai, contadini, e altri—che soffrirono per la crisi, permettendogli di sfidare il potere delle aziende, l'amministrazione Roosevelt generò un insieme di idee politiche—note alle generazioni successive come liberalismo del New Deal—che rimasero una fonte di ispirazione per decenni e aiutarono a dar forma all'esperimento successivo della riforma liberale, la Grande Società degli anni 1960.
D'altra parte, l'amministrazione Roosevelt e il suo 'liberalismo' divennero la fonte di una vigorosa reazione 'conservatrice', inizialmente da parte degli uomini di affari e di altri americani benestanti, che percepivano una minaccia al loro potere e al loro stile di vita, ma che si espanse nei decenni successivi e nel XXI secolo, includendo non solo i conservatori economici, ma anche quelli sociali e religiosi, che insieme avrebbero preso il controllo politico degli USA.

## Seconda guerra mondiale
Il sentimento isolazionista era diminuito, ma gli Stati Uniti inizialmente decisero di non entrare in guerra, limitandosi a fornire rifornimenti e armi al Regno Unito, alla Repubblica di Cina e all'Unione Sovietica. I sentimenti degli americani cambiarono drasticamente con l'improvviso attacco giapponese a Pearl Harbor, e gli USA si unirono rapidamente all'alleanza Anglo-Sovietica contro l'Impero del Giappone, l'Italia fascista e la Germania nazista, note come "Potenze dell'Asse". Anche con la partecipazione statunitense occorsero quasi altri quattro anni per sconfiggere Germania e Giappone. Anche se l'Unione Sovietica soffrì molte più perdite dei suoi alleati, l'attivo coinvolgimento in guerra degli USA fu vitale nel prevenire una vittoria dell'Asse.
Pur essendo stato rieletto (caso senza precedenti) per un terzo e un quarto mandato come presidente nel 1940 e nel 1944, Franklin Delano Roosevelt non visse abbastanza per vedere la fine della guerra. Il 12 aprile 1945 morì per un attacco di cuore. Il suo vice presidente, Harry S. Truman, prese in carico la presidenza e portò avanti la maggior parte delle politiche di Roosevelt in tempo di guerra.
Dopo la resa incondizionata della Germania Nazista, gli Alleati occidentali celebrarono il V-E day (Giorno della vittoria in Europa) l'8 maggio 1945. Il 6 agosto dello stesso anno gli USA sganciarono una bomba atomica su Hiroshima, distruggendola. A questa ne seguì una seconda il 9 agosto, su Nagasaki. La resa del Giappone, venne seguita pochi giorni dopo, dalla firma della resa ufficiale, il 2 settembre (V-J day, Giorno della vittoria in Giappone).
Contrariamente all'isteria della prima guerra mondiale, la scena interna degli USA durante la seconda fu relativamente pacifica. I cittadini tedeschi e italiani vennero arrestati e internati. Inoltre, centinaia di migliaia di cittadini giapponesi americani vennero internati dal governo statunitense. Anche se questi campi non prevedevano lavori pesanti, isolamento forzato e basse condizioni di vita erano la norma.
Le Nazioni Unite vennero fondate il 24 ottobre 1945 per fungere da organismo mondiale per aiutare a prevenire future guerre. Con un voto di 65 a 7 il senato statunitense, il 4 dicembre 1945, approvò la partecipazione USA all'ONU, segnando un allontanamento dal tradizionale isolazionismo statunitense e un maggior coinvolgimento internazionale della nazione.